# Antonio Lucchese
Antonio Lucchese (Genova Sestri, 28 giugno 1917 – ...) è stato un calciatore italiano, di ruolo difensore.

## Carriera
Debutta in Serie C con la Sestrese, che dal 1937 si trasforma in Polisportiva Manlio Cavagnaro.
Nel 1941 passa per un anno allo Spezia in Serie B, per poi tornare al Cavagnaro.
Nel dopoguerra, dopo un altro anno alla Sestrese (che nel frattempo ha ripristinato il suo vecchio nome), passa alla Reggiana, dove disputa in totale 69 partite nell'arco di tre campionati di Serie B.

## Palmarès

### Club

#### Competizioni nazionali
- Serie C: 1

Manlio Cavagnaro: 1940-1941 (girone D)